# Siebensterngasse
La Siebensterngasse est une rue de Vienne en Autriche.

## Situation et accès
Elle est située à Vienne-Neubau, entre la Mariahilfer Straße et la Burggasse. Elle passe par les quartiers historiques de Neubau, comme Ortisei et Spittelberg.
Les tramways et les vélos y circulent.
Le seul espace vert - à part les plantations d'arbres individuelles dans la zone de la Siebensternplatz - est le Siebensternpark, au numéro 36.

## Origine du nom
La Siebensterngasse doit son nom à l'ancienne enseigne « Aux sept étoiles » qui était située au n° 13 en 1862.

## Historique
Les noms antérieurs de la voie étaient "Chaosische Gasse" en 1694, en référence à la Chaossches Stiftungshaus (Maison de la Fondation du Chaos) (de)  (aujourd'hui Stiftskaserne (de)), qui a subsisté jusqu'aux environs de 1754. Les autres noms des sections étaient Schwabengasse, Am Holzplatzl et Kleine Stiftgasse. Pendant la période nazie, de 1938 à 1945, elle s'appelait Straße der Julikämpfer (Rue des Combattants de Juillet) d'après le putsch de juillet du 25 juillet 1934, qui a débuté dans un gymnase au coin de la Stiftgasse. Aujourd'hui, à l'emplacement du gymnase se trouve une partie de la caserne Stift.
La Siebensterngasse a acquis une importance particulière dans l'histoire du cinéma autrichien. En 1928, la majorité des quelque 70 sociétés de distribution de films étaient situées principalement dans la Neubaugasse et la Siebensterngasse. On parlait du « quartier cinématographique de Neubau ». Au cours de cette période, le « Filmhaus » (actuel restaurant Schöner, au numéro 19), de nombreux clubs d'amateurs ainsi que des salles de cinéma ont été construits dans les environs. En 2018, il y a encore deux cinémas dans la Siebensterngasse. Vers 1985, le cinéma KOSMOS était situé en face de la maison numéro 31, anciennement « Sascha Film Industry ». Environ 100 ans plus tard (2018), se trouve le siège de la Viennale - Festival international du film de Vienne, situé dans l'ancien quartier du cinéma.

## Bâtiments remarquables et lieux de mémoire
La rue, large surtout jusqu'à la Stiftgasse, mais aussi entre la Mondscheingasse et la Neubaugasse, est principalement bordée de bâtiments à plusieurs étages de la période historiciste. Au début (n° 3 à 9), une rangée fermée de maisons Biedermeier a été conservée et à l'ouest de la Stiftgasse se trouvent encore des vestiges de bâtiments baroques (n° 17, 19 et 26). Tous les bâtiments sont situés dans des zones de protection : n° 1-11 Laimgrube, n° 2-18 Spittelberg, n° 13-31 Mariahilf, n° 20-40 St. Ulrich, n° 33-43 et 42-60 Neubau.

### N°3, 5, 7, 9
Les quatre maisons ont été construites en 1831, les maisons classées n° 5 et n° 9 par Josef Strohmayer. Le n°7 a été reconstruit en 1840. Ensemble, les quatre bâtiments forment un ensemble Biedermeier fermé.

### N ° 11
À l'emplacement de cette aile latérale de la caserne du monastère se trouvait le gymnase dans lequel se réunissaient les participants au putsch national-socialiste de juillet le 25 juillet 1934.

### N ° 17
La maison « Zur Grüne Pillar » a été construite au milieu du XVIIIe siècle. La maison de ville baroque est classée monument historique.

### N ° 19
La maison de ville de style baroque tardif « Zur Golden Krone » a été construite dans la seconde moitié du XIXe siècle. Elle abritait le restaurant Schöner et désormais le Siebenstern-Bräu, une microbrasserie avec restaurant.

### N ° 22
La maison d'angle classée de la Sigmundsgasse est un immeuble d'habitation Biedermeier datant de 1839.

### N ° 24
La maison Biedermeier « Zum steinernen Lamm », située à l'angle de la Sigmundsgasse (n° 1), a été construite dans le deuxième quart du 19e siècle. C'est également un bâtiment classé.

### N ° 26
La maison baroque « Zum goldenenFlugel » ou « Zur goldenen Aich » a été construite dans la première moitié du XVIIIe siècle.

### N ° 31
Le bâtiment résidentiel et commercial dominant du côté sud de la Siebensternplatz, entre la Kirchengasse et la Mondscheingasse, a été construit en 1911 sur les plans de Leopold Fuchs. Jusqu'en 1938, c'était le siège de la société de production cinématographique Sascha-Film.

### N° 42-44
Le bâtiment résidentiel et commercial néoclassique au décor dans le style Wiener Werkstätte a été construit entre 1913 et 1914. La maison est classée monument historique.

### N ° 46
Le premier Adlerhof historique, construit en 1874, s'étend jusqu'à la Burggasse (n° 51) et forme une maison traversante.

## Galerie

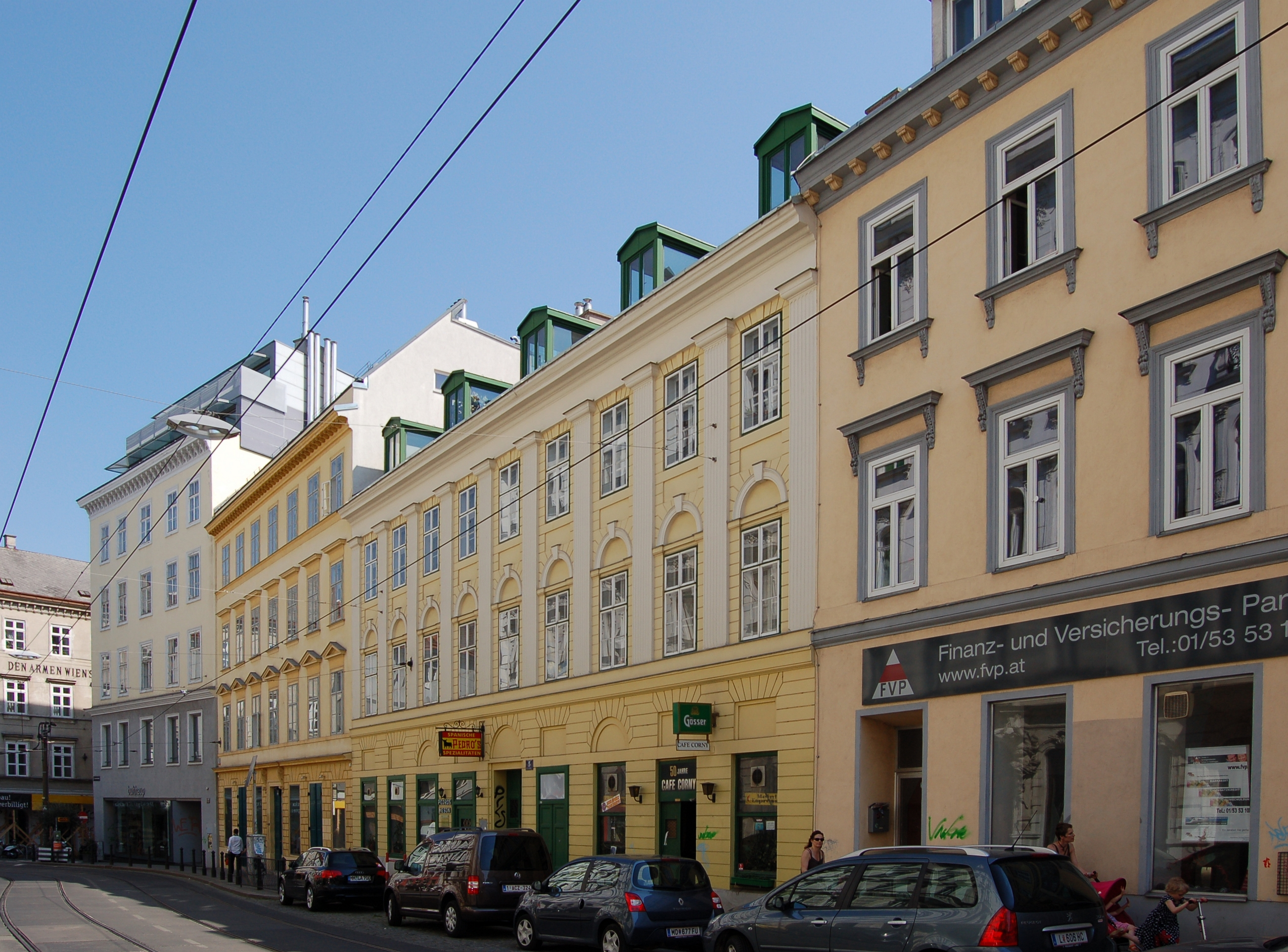
N° 3 à 7 : Maisons Biedermeier
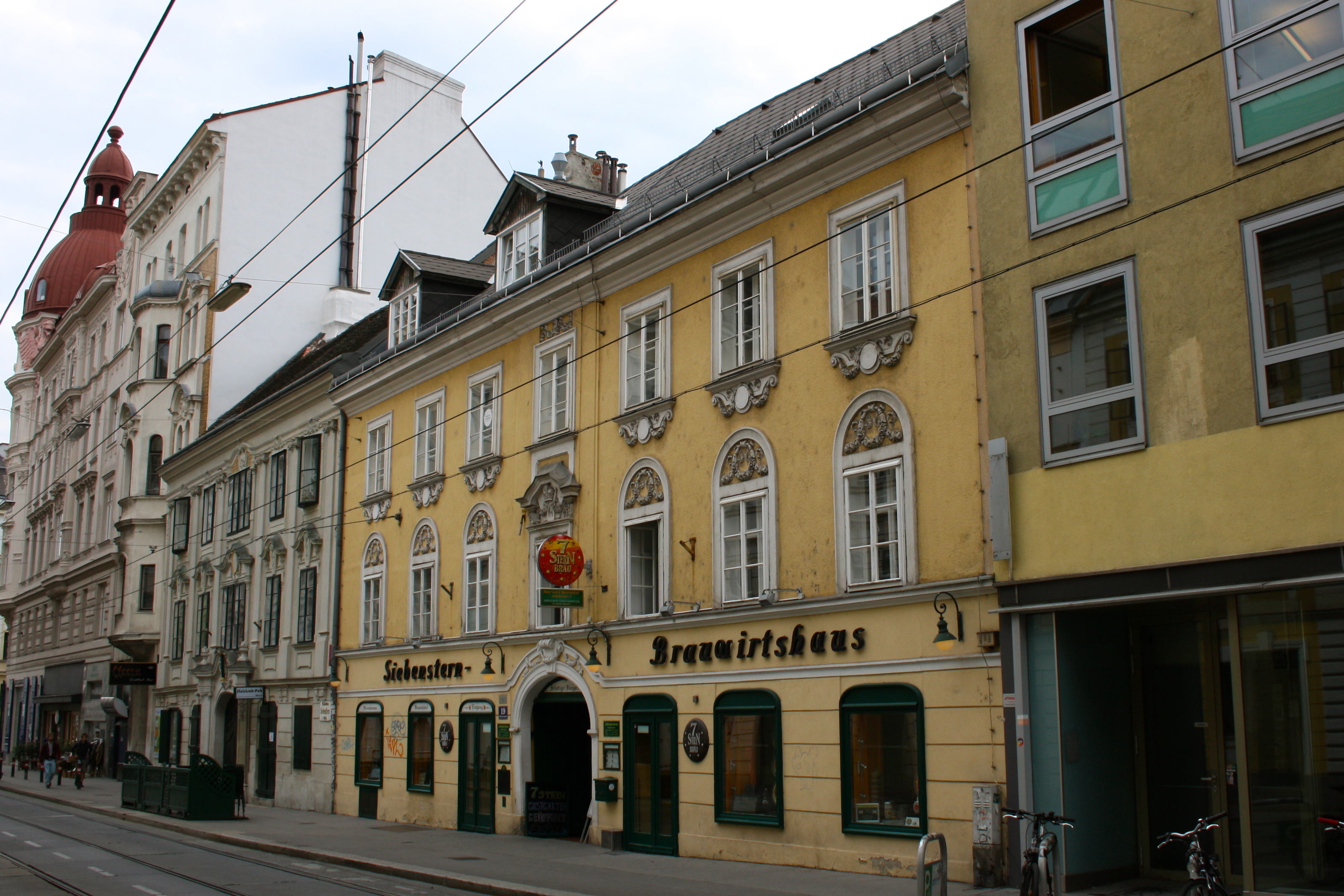
N° 17 (« À la colonne verte ») et 19 (« À la couronne d'or »)
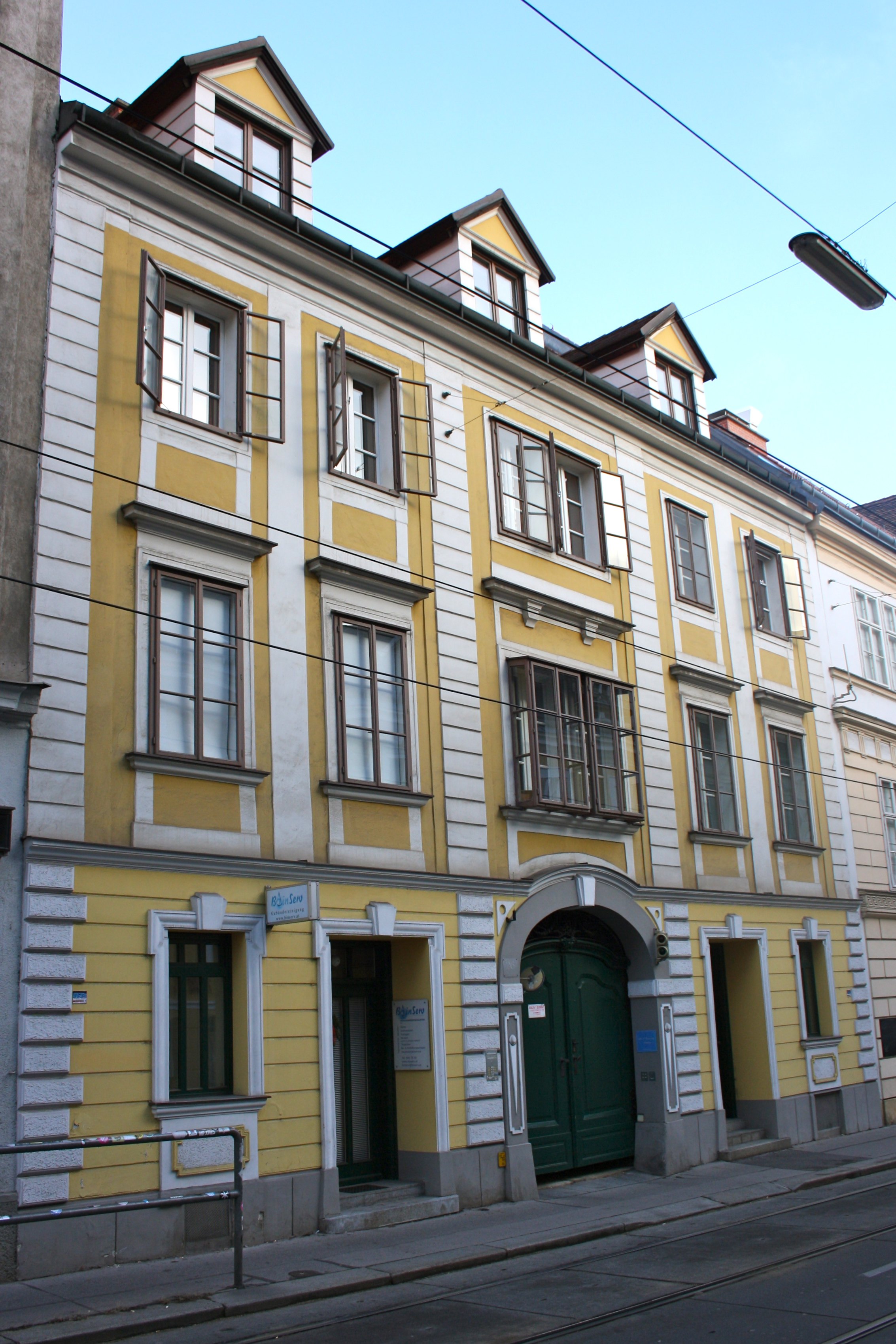
N°26 : «À l'Aile d'Or»,
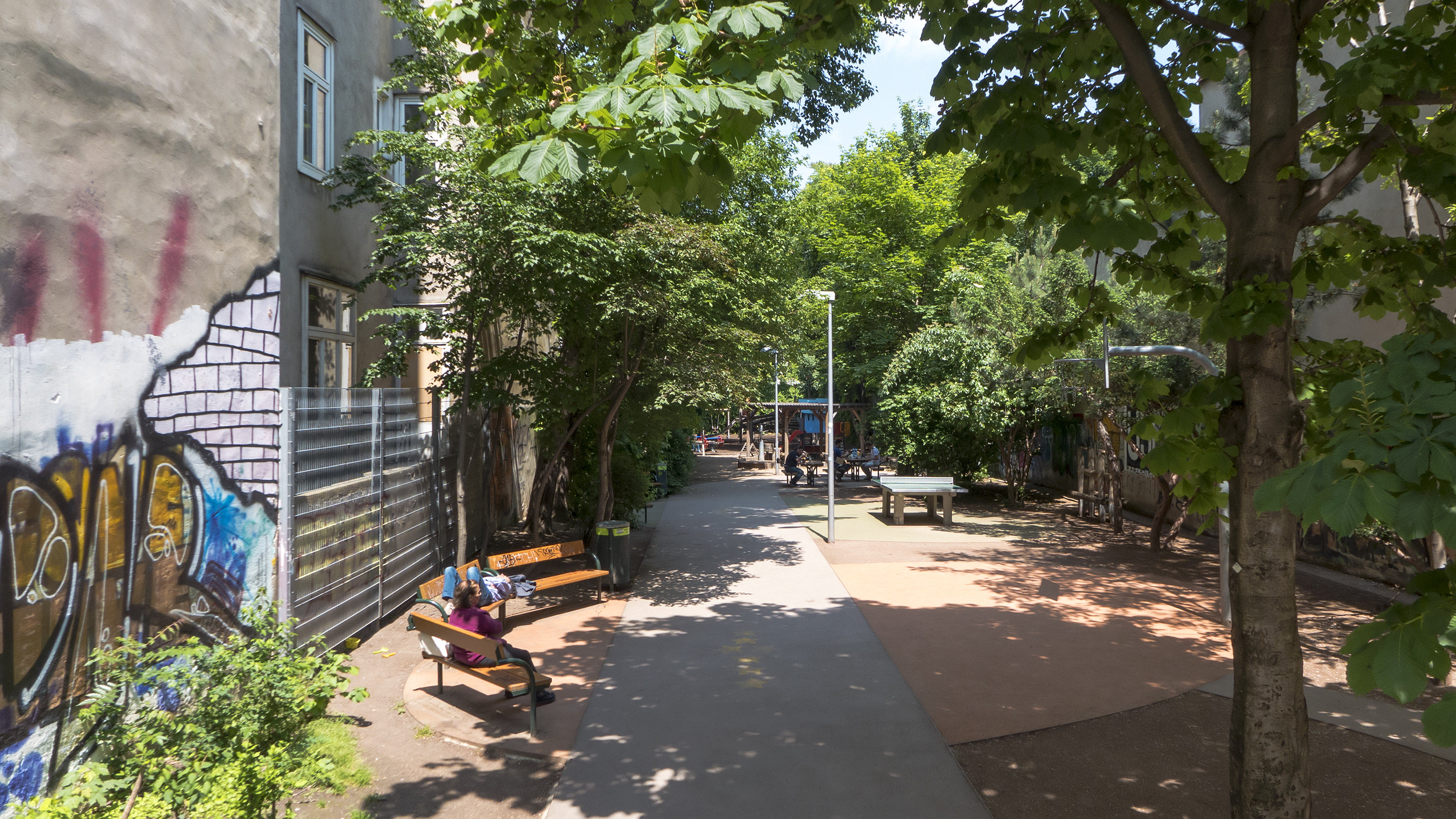
Siebensternpark
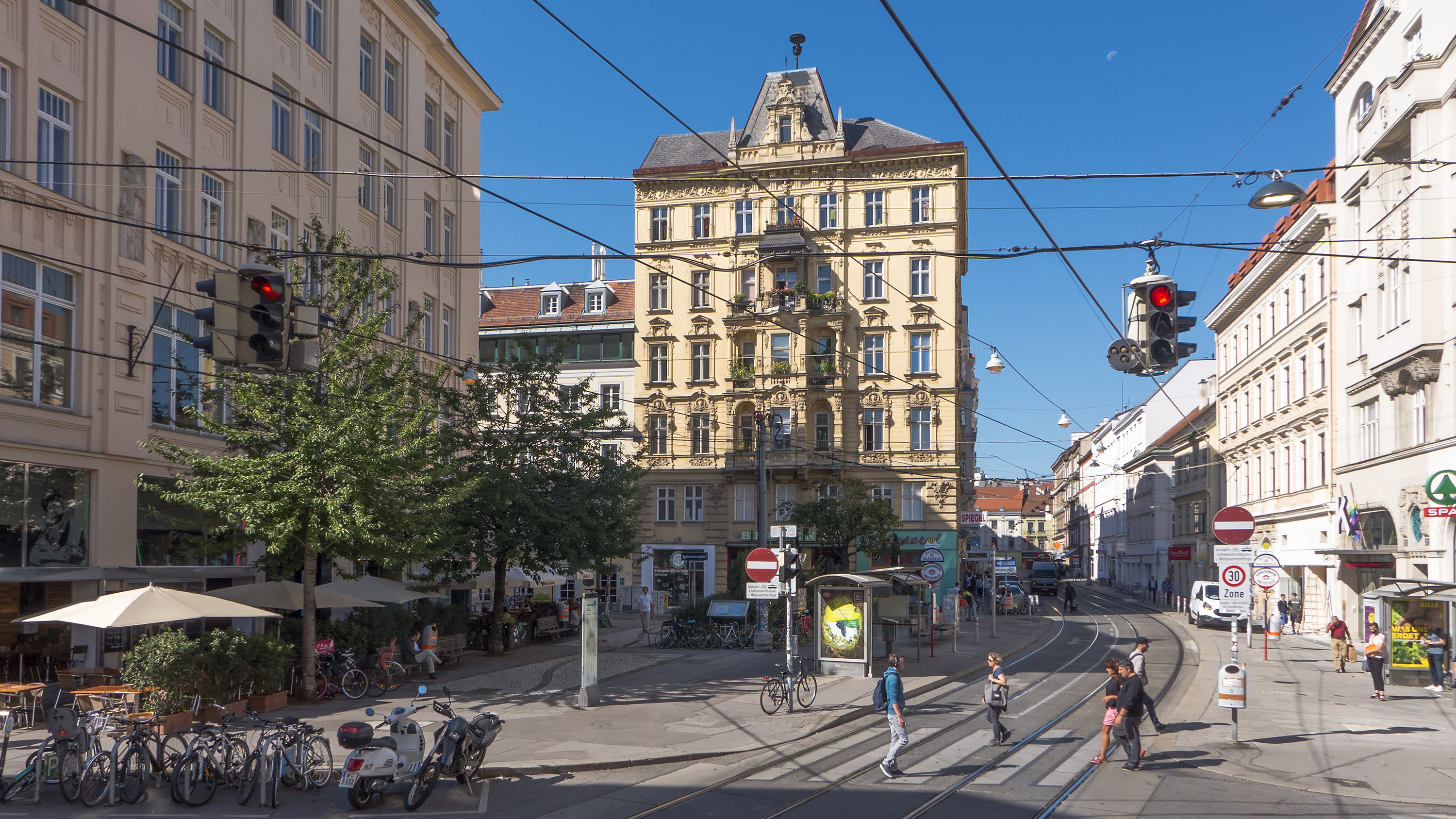
N° 31 : Ancien « Sascha Film » sur la Siebensternplatz
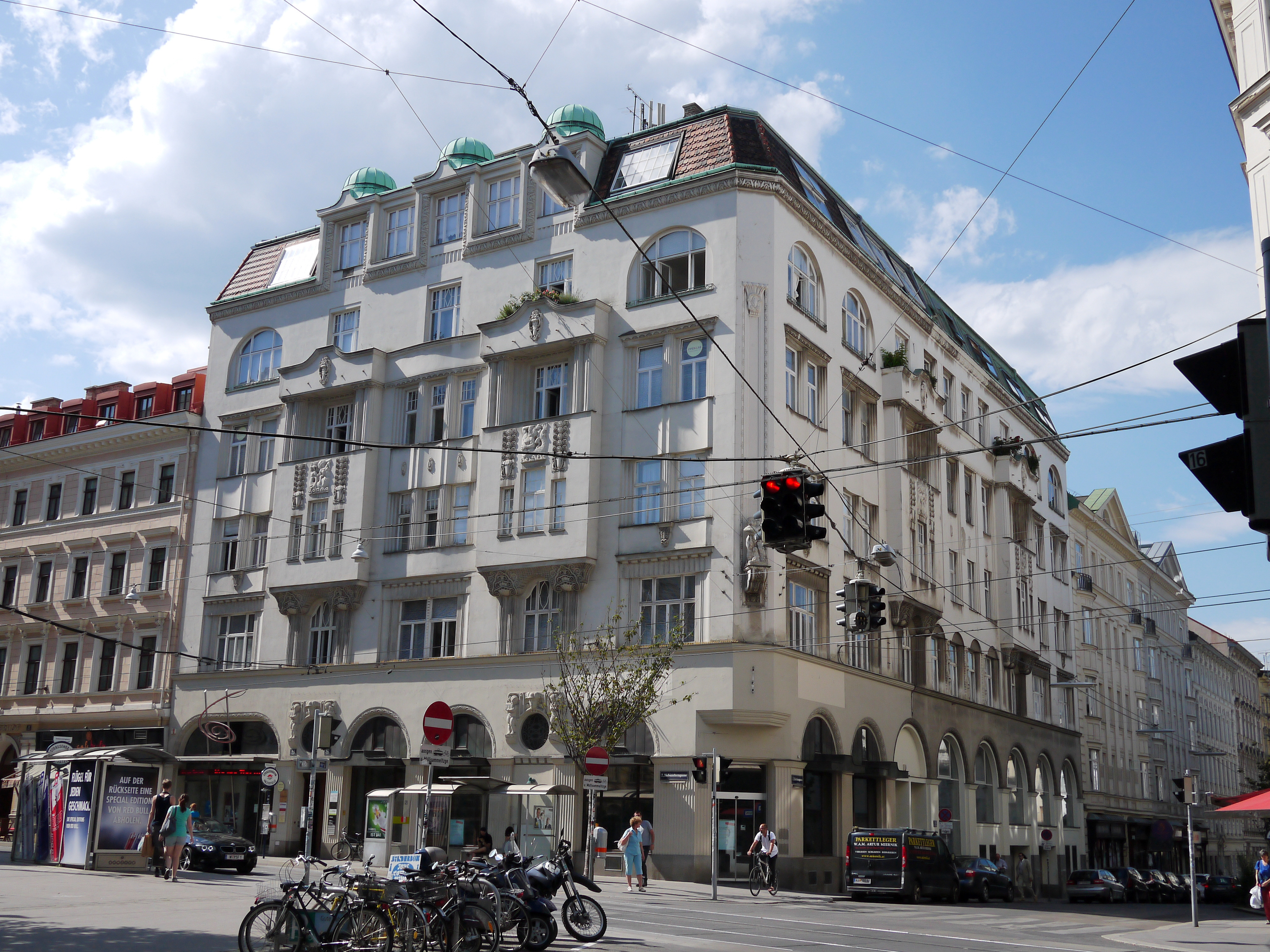
N° 42-44 : Maison d'angle néoclassique face à la Kirchengasse
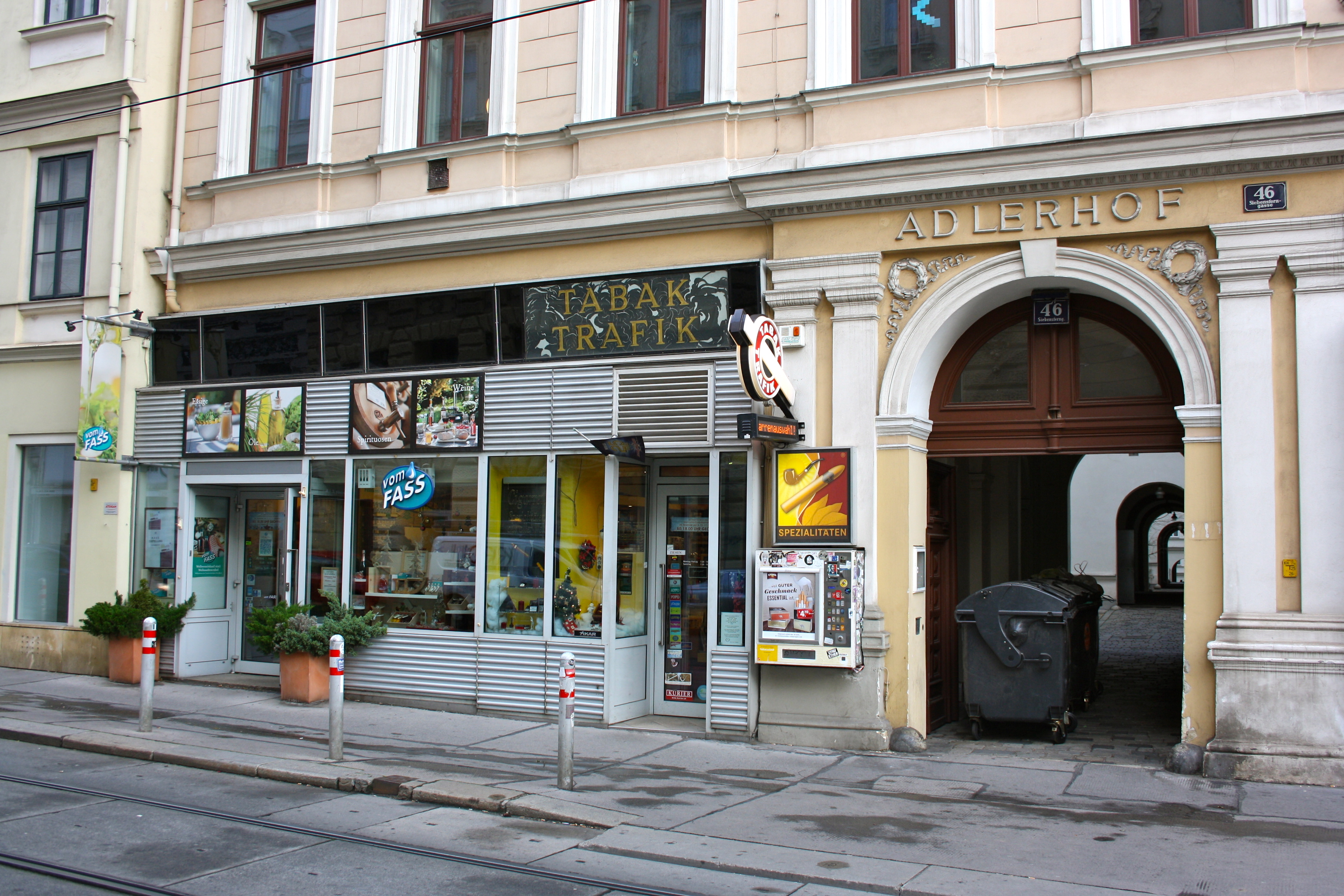
N°46 : « Adlerhof », passage dans la Burggasse
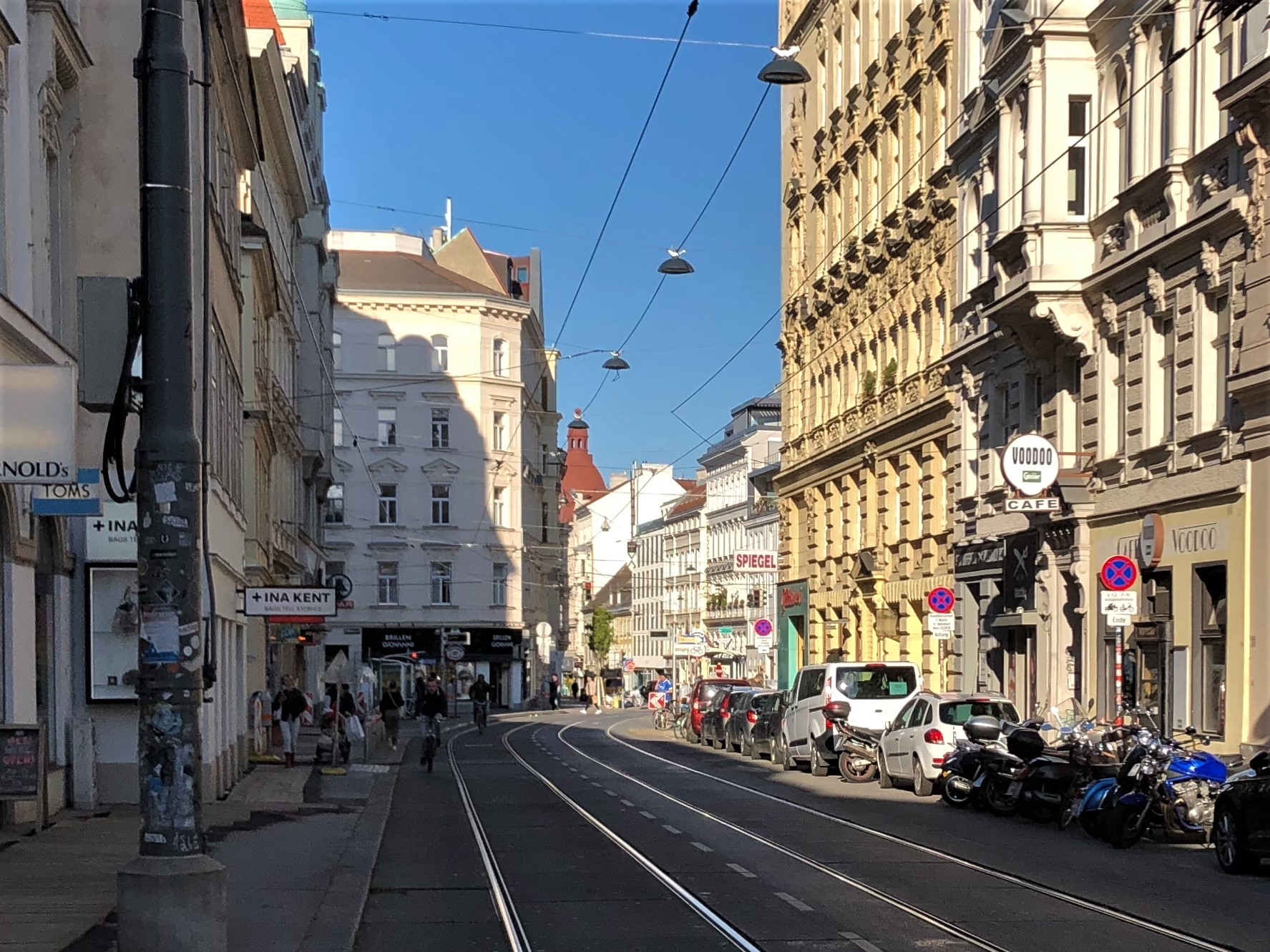
Dans la Zollergasse, en direction de Siebensternplatz